# Verwaltungsgericht Köln

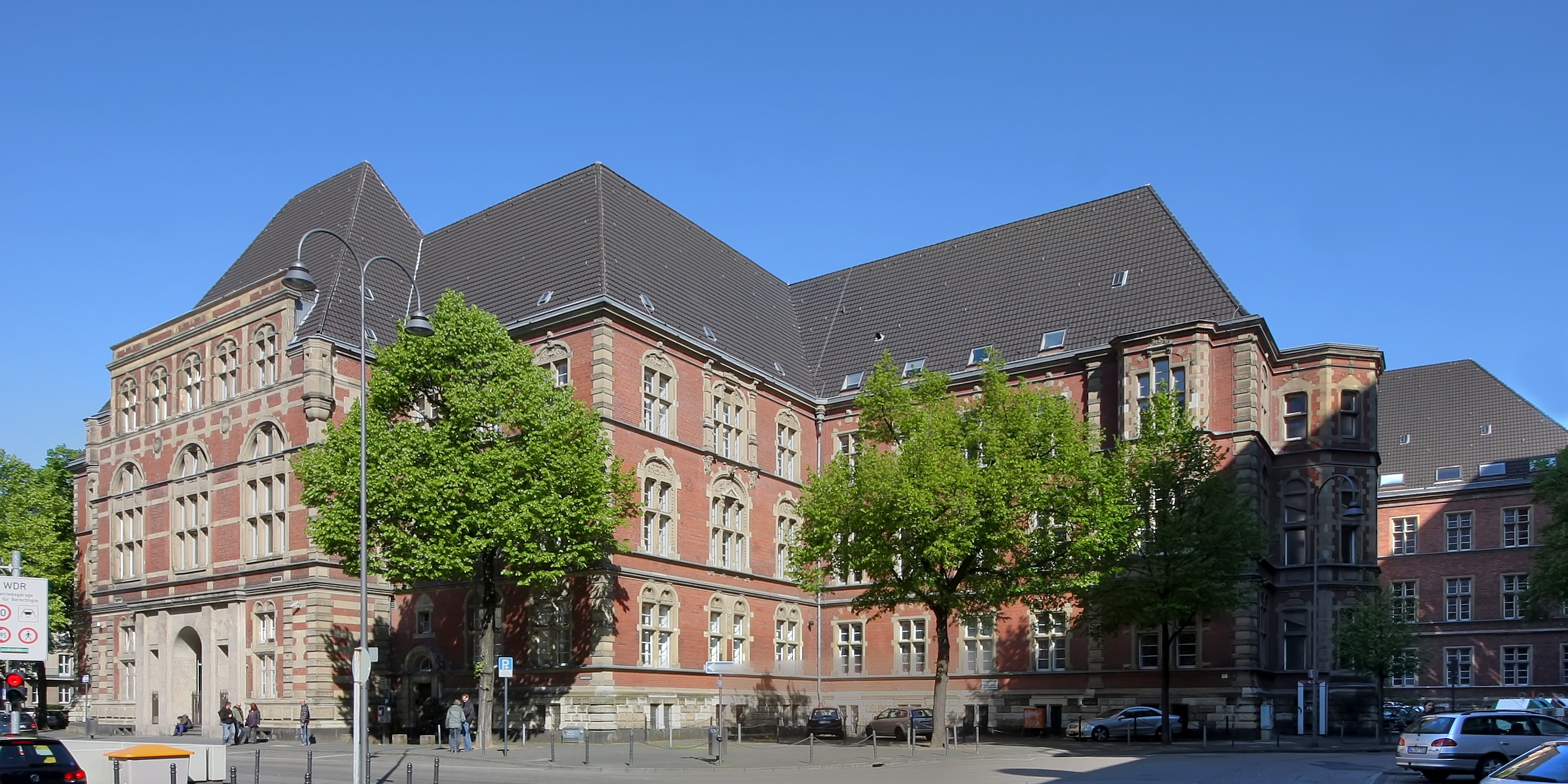
Das Gebäude des Verwaltungsgerichts und des Finanzgerichts

Das Verwaltungsgericht Köln ist ein Gericht der Verwaltungsgerichtsbarkeit und eines von sieben Verwaltungsgerichten des Bundeslandes Nordrhein-Westfalen.

## Gerichtssitz und -bezirk
Das Verwaltungsgericht hat seinen Sitz in Köln im Justizgebäude am Appellhofplatz. Der Gerichtsbezirk umfasst das Gebiet der kreisfreien Städte Bonn, Köln und Leverkusen sowie des Rhein-Erft-Kreises, des Oberbergischen Kreises, des Rheinisch-Bergischen Kreises und des Rhein-Sieg-Kreises.

## Übergeordnete Gerichte
Übergeordnetes Gericht ist das Oberverwaltungsgericht für das Land Nordrhein-Westfalen. Auf dieses folgt im Instanzenzug das Bundesverwaltungsgericht in Leipzig.

## Organisation
Die Richter am Verwaltungsgericht Köln sind insgesamt 26 Kammern zugewiesen. Neben den 26 allgemeinen Kammern gibt es zusätzlich sog. Fachkammern. Am Verwaltungsgericht Köln sind Fachkammern für Personalvertretungssachen des Bundes und des Landes Nordrhein-Westfalen eingerichtet. Es existiert außerdem ein Berufsgericht für Heilberufe, das über Berufspflichtverletzungen von (Zahn-)Ärzten, Psychotherapeuten, Apothekern und Tierärzten entscheidet.

## Leitung
Seit Oktober 2011 ist Birgit Herkelmann-Mrowka Präsidentin des Verwaltungsgerichts Köln.
Vorherige Präsidenten des Verwaltungsgerichts Köln waren:
- 1949–1962: Alexander Karl Erich Mirgen
- 1963–1969: Wolfgang Hans Arnold Streit
- 1969–1974: Werner Mettke
- 1974–1987: Hans-Bernhard Ortner
- 1987–1998: Ernst-Egon Kutscheidt
- 1998–2011: Joachim Arntz

Des Weiteren arbeiten am Verwaltungsgericht Köln gut 200 Bedienstete, davon etwa knapp die Hälfte Richter und im Übrigen Beamte und Angestellte.

## Geschichte
Das Verwaltungsgericht Köln befindet sich seit 1981 am Appellhofplatz in der Kölner Altstadt-Nord.

### Der „Appellhof“
Die geschichtliche Entwicklung des historischen Gebäudes, in dem das Gericht untergebracht ist, hängt eng mit der deutschen Rechtsgeschichte und der Kölner Stadtgeschichte zusammen. Es wurde bereits Anfang des 19. Jahrhunderts als Gerichtsgebäude konzipiert und ist damit das älteste Gerichtsgebäude in Köln.
Die im Volksmund geläufige Bezeichnung „Appellhof“ ist auf den dort ursprünglich untergebrachten Rheinischen „Appellationsgerichtshof“, den Vorgänger der heutigen Oberlandesgerichte in Köln, Düsseldorf und Hamm zurückzuführen.

### Ursprüngliches Bauwerk
Das Gebäude für den „Rheinischen Appellationsgerichtshof zu Cöln“ entstand nach Plänen von Stadtbaumeister Johann Peter Weyer, der 1819 die ersten Grundrisse für das halbkreisförmige Gerichtsgebäude vorlegte. Die Stadt Köln stellte sowohl das Grundstück auf dem Gelände ehemaliger Frauenklöster als auch einen großen Teil der Baukosten. 1826 wurde das Gebäude eingeweiht. Es verfügte über große, zweigeschossige Verhandlungssäle mit Zuschauertribünen, jedoch wenige Büroräume und keine Richterdienstzimmer. Die prozessualen Errungenschaften des zu dieser Zeit im Rheinland fortgeltenden französischen Rechts spiegelten sich somit architektonisch wider. Denn anders als in dem im preußischen Recht vorherrschenden nichtöffentlichen Aktenprozess galten die Prinzipien der Mündlichkeit und Öffentlichkeit im Gerichtsverfahren. Der Appellationsgerichtshof nahm mit zwei Zivilsenaten und einem Strafsenat die Arbeit als Berufungsgericht für den allergrößten Teil Rheinpreußens auf. Daneben wurden in dem Gebäude zahlreiche weitere in Köln ansässige Gerichte untergebracht. Es liegt hier ein Grundstein für Köln als einem wichtigen Gerichtsstandort.

### Neubau
Als mit Inkrafttreten der Reichsjustizgesetze 1879 das Gerichtswesen reformiert wurde, konnte der Weyer-Bau nicht mehr alle Kölner Justizbehörden aufnehmen. Daher wurde an seiner Stelle das heutige, 1893 eingeweihte Gebäude nach Plänen von Paul Thoemer und Rudolf Mönnich errichtet. Bei diesem Bau im Stil der norddeutschen Renaissance wurde die frühere Halbkreisform andeutungsweise beibehalten. Sie ist bis heute an der südlichen Gebäudefront erkennbar. Fortschrittlich waren etwa separate Zugänge aus einem besonderen Treppensystem zu den Gerichtssälen, über die inhaftierte Angeklagte vorgeführt wurden. Entsprechend dem damaligen Zeitgeist wurden die Außenfronten und die Gerichtssäle, insbesondere der Schwurgerichtssaal, besonders repräsentativ und prunkvoll gestaltet. Das Ziel einer ausgeprägten Gerichtsöffentlichkeit wurde durch eigene Zuschauereingänge und eine Eingangshalle umgesetzt, die als Wandelhalle für Zuschauer und Gerichtszugehörige gestaltet war.
Seit 1911 beherbergte der Neubau aus Platzgründen nur noch die Kölner Strafjustizbehörden und war Schauplatz spektakulärer Mordprozesse. Während des Nationalsozialismus erlebte der Rechtsstaat auch im Appellhof dunkle Zeiten. So wurden etwa im Sommer 1933 in einem Strafprozess mehrere Kölner Kommunisten in Anwesenheit des Gauleiters zum Tode verurteilt. Zudem tagten im Justizgebäude Sondergerichte, die mindestens 123 Todesurteile fällten.
Nachdem das Gerichtsgebäude bei Bombenangriffen auf Köln im Zweiten Weltkrieg stark beschädigt worden war, wurde es nach dem Krieg in den 50er Jahren wiederhergestellt, wobei der ehemals reiche figürliche Schmuck der Fassaden und architektonische Details entfernt wurden, um eine schlichtere Optik zu erreichen.

### Verwaltungsgericht Köln
In der Nachkriegszeit sind auch die Anfänge des Verwaltungsgerichts Köln zu finden.
Die Verwaltungsgerichtsbarkeit ist insgesamt eine relativ junge Gerichtsbarkeit. 1875 wurde das Preußische Oberverwaltungsgericht gegründet. Vorher waren verwaltungsrechtliche Streitigkeiten teilweise vor den ordentlichen Gerichten und teilweise von besonderen Gremien innerhalb der Verwaltung selbst verhandelt worden.
An eine unabhängige Verwaltungsgerichtsbarkeit war in der Zeit des Nationalsozialismus nicht zu denken. Mit Führererlass vom 28. August 1939 wurde „an die Stelle der Anfechtung einer Verfügung im verwaltungsgerichtlichen Verfahren […] die Anfechtung im Beschwerdewege bei der vorgesetzten Behörde oder der Aufsichtsbehörde“ gesetzt. „Die Beschwerdebehörde [konnte] im Hinblick auf die grundsätzliche Bedeutung oder die besonderen Umstände des Einzelfalls statt der Beschwerde das verwaltungsgerichtliche Verfahren zulassen.“ Am 3. April 1941 wurde ein Reichsverwaltungsgericht durch weiteren Führererlass errichtet. Dieses sollte „die Verwaltung durch Vereinigung oberster Verwaltungsgerichte vereinfachen und damit zugleich die zumal in Kriegszeiten gebotenen Ersparnisse an Personal und Verwaltungskosten erzielen“. Dazu wurden das Preußische Oberverwaltungsgericht, der Reichsdienststrafhof, das Reichswirtschaftsgericht, der Verwaltungsgerichtshof in Wien, die Oberste Spruchstelle für Umlegungen, die Oberste Spruchbehörde für Wasser- und Bodenverbände, das Entschädigungsgericht und das Reichskriegsschädenamt zum Reichsverwaltungsgericht als „oberste Spruchbehörde der Verwaltungsgerichtsbarkeit“ vereinigt. 1944 wurde die Verwaltungsgerichtsbarkeit generell abgeschafft.
Am 1. April 1946 nahmen die Bezirksverwaltungsgerichte für die Regierungsbezirke Aachen, Köln und Düsseldorf ihre Tätigkeit auf. Das Kölner Gericht bestand aus lediglich zwei Richtern und dem gemeinsamen Präsidenten aller Bezirksverwaltungsgerichte und war nur für ausdrücklich gesetzlich vorgeschriebene Streitigkeiten zuständig. Nach Einführung der verwaltungsgerichtlichen Generalklausel im Jahr 1948 (§ 40 VwGO) wuchs das nunmehr als „Landesverwaltungsgericht“ Köln bezeichnete Gericht bis 1956 auf sieben Kammern mit 26 Richtern an. Die erste Richterin wurde 1950 ernannt und blieb mehr als ein Jahrzehnt die einzige Frau. Erst 1998 wurde die erste Frau zur Kammervorsitzenden ernannt. In den 1970er Jahren verdoppelte sich der Personalbestand nahezu (u. a. infolge der großen Anzahl von Verfahren wegen Kriegsdienstverweigerung) auf 10 Kammern mit rund 40 Richtern.
Das seit 1950 genutzte Gebäude in der Blumenthalstraße 33 bot für diese personelle Vergrößerung nicht mehr genügend Platz, so dass zwischenzeitlich einige Kammern provisorisch in Wohnhäusern untergebracht werden mussten.
Schließlich zog das Verwaltungsgericht im Jahr 1981 in das Gerichtsgebäude am Appellhofplatz, nachdem die ordentliche Justiz in das neue Gebäude an der Luxemburger Straße umgezogen war. Später zogen erst einige Senate, dann das gesamte Finanzgericht Köln ein.
Die Entwicklung in den 1980er Jahren war von einem damals erstmaligen Anstieg von Asylrechtsstreitigkeiten geprägt. Für diese war nach einer Gesetzesänderung zum 1. Januar 1980 nicht mehr ausschließlich das Verwaltungsgericht Ansbach, sondern in Nordrhein-Westfalen neben drei weiteren der sieben Verwaltungsgerichte auch das Verwaltungsgericht Köln zuständig geworden. Zur Bewältigung der asylrechtlichen Verfahrenseingänge zusätzlich zu den Verfahren in angestammten Materien nahmen die Richterzahlen bis Ende der 80er Jahre auf über 90 Richter in 23 Kammern zu. Damit war das Gericht damals bundesweit das größte Verwaltungsgericht.
Um weiteren Platz zu schaffen, wurde das renovierungsbedürftige Gerichtsgebäude von 1988 bis 1995 durch zwei verglaste Flügel im Innenhof erweitert und grundlegend saniert. Das Gebäude, das 1983 als „baugeschichtlich bedeutendes Beispiel eines qualitätvollen Neurenaissancebaus“ in die Denkmalliste aufgenommen wurde, stellt heute architektonisch eine harmonische Einheit von Denkmalschutz und modernen Designelementen dar. Der historische Charakter lässt sich etwa in den Räumen der Bibliothek erfassen, die in dem früheren Schwurgerichtssaal untergebracht ist. Die als Wandelhalle entwickelte und als sog. „Lichthof“ erhaltene große Halle bietet immer wieder auch öffentlichen Veranstaltungen Raum.
In den 1990er Jahren stieg die Zahl der anhängigen Verfahren weiter an. Trotz einer (zweiten) Dekonzentration der örtlichen Zuständigkeit für Asylverfahren auf sämtliche sieben Verwaltungsgerichte in Nordrhein-Westfalen führte der hohe Anstieg der Verfahrenseingänge in Asyl- und Vertriebenenverfahren zusätzlich zu dem hohen Bestand der Altverfahren aus der ersten „Asylwelle“ der 80er Jahre zu einem bis dato nicht gekannten Rückstand in der Verwaltungsgerichtsbarkeit insgesamt und auch am Verwaltungsgericht Köln. In Nordrhein-Westfalen konnte dieser erst in den Folgejahren seit Anfang 2000 mit einem spürbaren Rückgang der langen Verfahrenslaufzeiten abgearbeitet werden. Seit 2015 verzeichnen alle Verwaltungsgerichte bundesweit wiederum eine neue Höchststände erreichende Anzahl von eingehenden Asylverfahren. Um einer Verlängerung der Verfahrenslaufzeiten entgegenzuwirken, werden zwischenzeitlich teilweise abgebaute Stellen von Richtern und Mitarbeitern in den Geschäftsstellen derzeit sukzessive wieder aufgestockt.

## Sonstiges
Im Zusammenhang mit der staatsrechtlichen Drei-Elemente-Lehre wird häufig ein Urteil des Verwaltungsgerichts Köln aus 1978 zitiert, in dem das Gericht feststellte, dass Sealand nicht die für das Vorliegen eines Staates im völkerrechtlichen Sinne erforderlichen Elemente aufweist (VG Köln, DVBl. 1978, S. 510 ff., Urteil vom 3. Mai 1978, Az. 9 K 2565/77).